# Долгопрудная аллея
Долгопру́дная алле́я — улица на севере Москвы в районе Северный Северо-Восточного административного округа между платформой «Долгопрудная» Савёловской железной дороги и Дмитровским шоссе.

## Описание
Долгопрудная аллея названа в 1994 году по расположению между Долгими прудами и платформой «Долгопрудная». Она начинается в квартале многоэтажек у станции «Долгопрудная», напротив улицы Маяковского города Долгопрудного, проходит на восток по зелёной зоне.
Справа находится усадьба Долгоруковых, слева — гостиница «Холидей Инн Виноградово». Затем аллея проходит по дамбе, разделяющей Долгие пруды и выходит на Дмитровское шоссе почти напротив Северного проезда.
Долгие пруды, или Виноградовские пруды, относятся к бассейну Клязьминского водохранилища и состоят из двух неравных прудов общей площадью около 14 га. Название дано по форме прудов. Виноградовскими называются по соседней бывшей деревне Виноградово, в документах начала XVII века упоминаемой как «Виноградово, Дубравка тож на Долгом пруде». Про архитектурные памятники этого поместья см. Виноградово (усадьба).

## Общественный транспорт
По аллее проходит трасса пригородного маршрутного такси № 572 (Метро «Алтуфьево» — станция «Хлебниково», летом перенаправляется к базе отдыха «Хлебниково» на Клязьминском водохранилище).